# Nghịch lý Einstein-Podolsky-Rosen
Nghịch lý Einstein–Podolsky–Rosen hay nghịch lý EPR năm 1935 là một thí nghiệm lớn trong cơ học lượng tử của Albert Einstein và các đồng nghiệp của ông - Boris Podolsky và Nathan Rosen.
Năm 1935, Albert Einstein, Boris Podolsky và Nathan Rosen (EPR) đã công bố một bài báo trên tạp chí Physical Review, nội dung của bài báo nay đã trở thành kinh điển và là đề tài tranh luận của không chỉ giới vật lý mà còn thu hút sự quan tâm của hầu hết những nhà khoa học máy tính đầu ngành, cũng như những nhà triết học khi đó. Bài báo EPR khởi nguồn cho việc khám phá tính chất vô định xứ (nonlocality) trong thế giới lượng tử, làm đau đầu hầu hết những triết gia khi đó vì tính chất định xứ bấy lâu nay tưởng chừng vững chắc như chân lý. Việc tìm lời giải thích thỏa đáng trong nghịch lý EPR đã khai sinh ra một lĩnh vực có ý nghĩa cách mạng đến tận thời điểm này, đó là công nghệ lượng tử (máy tính lượng từ, truyền thông lượng tử, bảo mật lượng tử…), bằng việc khai thác những kết quả mà cơ học lượng tử dự đoán và mang lại.
Nghịch lý là lý luận dựa trên những mâu thuẫn nội tại để dẫn giải đến kết quả, mặc dầu kết quả đó hoàn toàn sai. Kết luật của bài báo EPR dựa trên giả thiết mà bấy lâu nay chúng ta vẫn sử dụng như một chân lý, đó là tính chất định xứ (local realism), lập luận trong bài báo EPR chỉ ra sự mâu thuẫn giữa tính chất định xứ và tính chất hoàn thiện (completeness) của cơ học lượng tử. Khi đó, EPR quả quyết rằng định xứ luôn được bảo toàn, và cơ học lượng tử không đầy đủ. Từ "nghịch lý" về sau mới được Schrodinger [2], Bohm [3], Bohm và Aharonov [4], cùng Bell [5] sử dụng. Mục đích của bài báo EPR đó là khơi nguồn cho một lý thuyết tốt hơn để thay thế cơ học lượng tử. EPR không đặt ra câu hỏi về tính đúng đắn của cơ học lượng tử, mà chỉ lập luận để chỉ ra yếu tố hoàn thiện (completeness) của một lý thuyết. Họ cho rằng, dựa trên những lập luận định xứ, cơ học lượng tử không đầy đủ và không miêu tả hoàn toàn thế giới vật chất mà chúng ta quan sát, trải nghiệm. Nhờ có công trình của John Bell [5], bây giờ chúng ta có thể hiểu được phần nào khúc mắc bên trong bài báo EPR, đó chính là tính chất định xứ (local realism) cần được xem xét trước khi có những lập luận về thế giới lượng tử. EPR đã "sai" khi hoàn toàn dựa trên tính chất định xứ để kết luận về tính hoàn thiện của cơ học lượng tử. Tuy nhiên, phương pháp luận và tính nguyên bản của EPR đã giúp nó trở thành kinh điển, và nhờ có bài báo này, cơ học lượng tử được xem là một lý thuyết hoàn chỉnh (complete theory) và tách biệt hoàn toàn với thế giới hiện thực quan (classical reality) được miêu tả bởi cơ học Newton, một cách định lượng (quantitative sense).
Trong bài báo có tiêu đề " Can Quantum-Mechanical Description of Physical Reality Be Considered Complete ?," EPR xây dựng một thí nghiệm ảo để thách thức tính đầy đủ của cơ học lượng tử, dựa trên cơ sở định xứ được cho là chân lý bấy lâu nay. Trích nguyên bản từ bài báo của EPR:
- " If, without disturbing a system, we can predict with certainty the value of a physical quantity," then " there exists an element of physical reality corresponding to this physical quantity." [ Nếu chúng ta không tác động đến hệ thống, chúng ta có thể dự đoán một cách chắc chắn giá trị của một đại lượng vật lý," khi đó " tồn tại một thực thể vật lý tương ứng với đại lượng vật lý trên ] ".
- " The locality assumption postulates no action at a distance, so that measurements at a location B cannot immediately " disturb" the system at a spatially separated A. " [ Tính chất định xử chỉ ra rằng không có tác động nào ở khoảng cách vô cùng lớn, vì vậy việc đo các chỉ số tại điểm B không ảnh hưởng một cách tức thời đến một vị trí cách biệt A ] ".

EPR đã xét trường hợp trạng thái thuần không phân tích thành nhân tử (nonfactorizable pure state) của |ψ> để miêu tả kết quả của các số đo tại hai vị trí A và B. Khái niêm nonfactorizable có nghĩa là chồng chập / vướng víu (entangled), khi đó chúng ta không thể biểu diễn |ψ> thành tích của |ψ>=|ψ>A|ψ>B ở đó |ψ>A và |ψ>B là các trạng thái lượng tử ứng với các số đo tại A và B.
Trong phần đầu bài báo, EPR đã phân tích |ψ> dưới dạng biểu thức tích phân cơ bản hơn, ở đó có gắn thêm đại lượng chỉ số hóa (parametrized) φ,
Ở đó x là eigenvalue, có thể là liên tục hoặc rời rạc. Giá trị φ tại máy đo B được sử dụng để miêu tả một giá trị trực giao (orthogonal) cơ bản |ux>φ,B. Mỗi phép đo tại B sẽ làm gián đoạn hàm sóng (reduction of the wave packet) tại A, |ψx>φ,A. Vấn đề nhức nhối đó là mỗi phép đo khác nhau φ tại B sẽ tạo ra hiệu ứng gián đoạn hàm sóng tại A một cách khác biệt. EPR quả quyết rằng, " hệ quả của hai phép đo khác nhau tại B sẽ có thể làm cho hệ thống thứ 2 tại A có 2 hàm sóng khác nhau." Mặc dù không hề có sự thay đổi nào trực tiếp đến hệ thống thứ hai.
Vấn đề được EPR miêu tả cụ thể hơn dưới biểu thức toán học. Xét hai hệ cách xa nhau A và B, mỗi hệ có hai phép đo liên quan đến x^,p^ ở đó x^, p^ là hai toán tử lượng tử không giao hoán, có nghĩa là [x^,p^]=x^p^-p^x^=2C≠0. C có thể được rút ra từ chính Nguyên lý bất định Heisenberg.
ở đó Δx và Δp là độ lệch chuẩn (standard deviations) ứng với x và p. Khi đó hàm sóng lượng tự ψ dưới dạng vị trí là:
Ở đó x0 là hằng số, x và p là vị trí và động lượng đo được tại A, trong khi xB và pB là vị trí và động lượng đo được tại B.
Dựa trên tính chất định xứ (ở trên) kết hợp với mô hình lượng tử hiện tại, ta có thể "dự đoán chắc chắn " rằng một số đo x^ sẽ cho ta kết quả xB+x0 nếu một phép đo x^B với kết quả xB đã được thực hiện tại B. Ta cũng có thể đoán được giá trị phép đo p^ khi thực hiện một phép đo khác tại B. Nếu động lượng tại B đã được đo là p, thì giá trị của p^ chính là -p. Các dự doán này được thực hiện mà "không hề tác động đến hệ thống thứ hai tại A" khi chúng ta đều chấp nhận tính định xứ "locality" của các hệ. Giả thuyết định xứ còn có thể được đảm bảo hơn nếu các sự kiện tại A và B xảy ra riêng biệt – không có thông tin nào từ một sự kiện này truyền sang một sự kiện khác, trừ phi vận tốc đó nhanh hơn vận tốc ánh sáng.
Cũng dựa tên tính chất định xứ, một hệ quả có thể được dự đoán đó là các giá trị đo được tại A là x và p đều có thể được xác định trước (predetermined). Yếu tố tương quan tuyệt đối (perfect correlation) của x với xB+x0 chỉ ra rằng tồn tại một thực thể (element of reality) với phép đo x^. Tương tự, tính chất tương quan của p với -pB dẫn đến sự tồn tại của một thực thể cho p^.
Dựa trên tính chất định xứ, tồn tại hai thực thể {μA}x và {μA}p đều được đồng thời xác định trước với giá trị xác định tuyệt đối, là kết quả của phép đo x hoặc p tại A. Sự tồn tại của các thực thể xác định tại A đều không thích hợp với cơ chế của cơ học lượng tử. Nguyên lý bất định đã chỉ ra rõ, không thể xác định cùng lúc hai đại lượng vị trí và động lượng của bất kỳ một trạng thái lượng tử. Do vậy, nếu chúng ta công nhận tính chất định xứ, thì cơ học lượng tử hiện tại chưa hoàn chỉnh. Cũng ngay trong năm đó, Bohr [6] đã bảo vệ thuyết lượng tử bằng cách đặt ra nghi vấn trong chính các hệ quả của định xứ.
Không lâu sau, Schrodinger đã đặt ra câu hỏi về cấu trúc của hàm sóng trong cơ học lượng tử, và biện luận rằng hàm sóng của hệ trong thí nghiệm ảo của EPR là verschrankten – có nghĩa là chồng chập (entangled), và không thể được biểu diễn dưới dạng ψAψB. Ông và nhà vật lý Furry [7] đều đưa ra quan điểm để giải quyết nghịch lý EPR đó chính là tính chất chồng chập của hàm sóng bị suy giảm khi các hạt cách xa nhau do vậy tính tương quan trong thí nghiệm ảo EPR không thể thực hiện được. Họ đã đưa ra biểu thức lượng tử phi cách biệt (quantum inseparability- mặc dù các hệ có thể bị cách ly) dưới dạng toán tử mật độ.
Ở đó ∫dλP(λ)=1 và ρ^ là toán tử mật độ. λ có thể là giá trị liên tục hoặc rời rạc cho các trạng thái tổ hợp và
{ρ^A,B}λ ứng với các toán tử mật độ và bị giới hạn bởi các không gian Hilbert A, B. Dưới điều kiện tách ly (separability condition), khái niệm xác suất tổ hợp P({xA}θ,{xB}φ) được đưa ra.
Hơn hai mươi năm sau khi bài báo EPR được công bố, thí nghiệm đầu tiên để giải thích nghịch lý EPR đã được xây dựng bởi Bohm và cậu học trò của mình là Aharonov, năm 1957. Với trường hợp biến số liên tục, thí nghiệm ảo EPR tại thời điểm đó không thể thực hiện được, Bohm đã xây dựng thí nghiệm kiểm chứng dựa trên tính chất spin của hạt. Bohm xét hai hạt có spin -1/2 tại A và B trong trại thái chồng chập (entangled singlet state, sau này được gọi là trạng thái EPR-Bohm hay trạng thái Bell).
Ở đó |±1/2>A là các eigenstates của các toàn tử spin {J^A}x,y,z tại A. Bohm cho rằng, dựa trên lập luận của định xứ, ba spin thành phần của hạt tại A đều có thể được xác định trước, với giá trị xác định tuyệt đối. Qua thí nghiệm spin, không có trạng thái lượng tử nào "tiền" tồn tại, do vậy kết luận như EPR dựa trên tính chất định xứ có vấn đề.
Đến năm 1989, một thí nghiệm tương tự với trường hợp tương quan 3-hạt đã được Greenberger-Horne-Zeilinger xây dựng [8] và giải thích bởi Mermin [9], với ý nghĩa tương tự như thí nghiệm của Bohm.
Bài báo EPR kết luận bằng việc gợi ý một lý thuyết có thể hoàn thiện cơ học lượng tử:"…we have left open the question of whether or not such a description exist. We believe, however, that such theory is possible."
Năm 1964, John Bell đã mở một hội thảo về nghịch lý EPR, [5] và sau đó là Clauser et al [10] (nhóm CHSH), nhằm giải quyết trọn vẹn nghịch lý EPR. Bell dự đoán sự tồn tại một biến số ẩn địa phương (local hidden variable – LHV), cùng với CHSH xây dựng lại công thức xác suất hội tụ P({xA}θ,{xB}φ) và có giá trị:
Ở đó P(λ) là phân bố của λ. Giả thuyết này được gọi là giả thuyết định xứ Bell-CHSH, khác với công thứ (5) ở chỗ các giá trị xác suất tại A và B không hoàn toàn dựa trên các trạng thái lượng tử địa phương. Phương trình (7) được rút ra từ lý thuyết LHV dẫn đến các điểm chặn, được gọi là các Bất Đẳng Thức Bell. Họ chỉ ra rằng cơ học lượng tử dự đoán sự phá vỡ các điểm chặn nếu thí nghiệm mà Bohm đã thực hiện được xây dựng lại với thiết bị và độ chính xác cao hơn.
Ý nghĩa của Bất Đẳng Thức Bell đó là tạo ra một giá trị chăn để có thể kiểm chứng bằng thực nghiệm, nếu kết quả thực nghiệm đo được Bất Đẳng Thức Bell bị phá vỡ, điều này sẽ giải quyết được nghịch lý EPR, bằng việc chỉ ra rằng tính chất định xứ mà EPR dùng làm nền tảng (để đặt nghi vấn về tính hoàn chỉnh của cơ học lượng tử) là không chính xác. Bằng phương pháp gián tiếp, sự phá vỡ của các LHV là minh chứng của sự sụp đổ trong tính chất định xứ, nói cách khác, tồn tại trạng thái phi-định xứ, làm cơ sở để giải quyết trọn vẹn nghịch lý EPR.
Bất Đẳng Thức Bell ban đầu chỉ đúng với trường hợp giá trị tuyệt đối, về sau được thay đổi đôi chút, (bởi Clauser và Horne năm 1974) kết hợp với stochastic, ở đó LHV đưa ra giá trị xác suất bao quát hơn.
Qua ý tưởng của John Bell, cũng hàng loạt thí nghiệm kiểm chứng sau đó, ngày nay, người ta coi lập luận về tính đầy đủ của cơ học lượng tử mà EPR đặt ra dựa trên nền tảng định xứ là thiếu cơ sở. Thí nghiệm ảo EPR dựa trên những lập luận đơn giản, từ lý thuyết đến thực nghiệm bao nhiêu, thì các Bất Đẳng Thức Bell lại khó bị phá vỡ trong kiểm chứng đến bấy nhiêu. Clauser và Shimony (1978), Aspect et la (1981), Shi và Alley (1988), Ou và Mandel (1988), Kwiat et al (1995), Weihs et al (1998) cùng nhiều nhóm nghiên cứu đã xây dựng thí nghiệm để tìm ra trường hợp phá vỡ Bất đẳng thức Bell. Quá trình xây dựng các thí nghiệm này đã không chỉ tạo ra nhiều kĩ thuật mới mà còn làm nền tảng của một nền công nghệ mang tên Công nghệ Lượng Tử. Các vấn đề như thông tin lượng tử, mật mã lượng tử, bảo mật lượng tử và gần đây nhất là truyền tải lượng tử (teleportation), đều xuất phát từ sau hội thảo của Bell năm 1964, nói chính xác, đều bắt nguồn từ báo báo "Nghịch lý EPR" năm 1935 của nhà vật lý thiên tài Einstein, Podolsky và Rosen.